# 巨馬水之戰
巨馬水之戰是中国东汉末年军阀混战时期，袁紹與公孫瓚為爭奪冀州而发生的戰爭。汉献帝初平三年（192年），袁紹在界橋之戰後派崔巨業領兵圍故安，久攻不下。撤退時被公孫瓚派三萬人追擊，在巨馬水大破袁紹軍，殺七八千人。
其後公孫瓚乘勝追擊至平原，以田楷為守將。袁紹遣兵數萬連戰兩年，期間田楷曾敗於袁譚手下，此戰期後以雙方互相耗盡兵糧及天子遣使和解告終。